# 義平陵
義平陵是中国南北朝时北齐神武帝高欢的陵墓。
高欢是东魏的权臣，他的儿子高洋取代东魏建立北齐，改高欢墓为义平陵。义平陵位于河北省临漳县西北漳水之西，凿山为陵。《北史》记载高洋为其父凿陵於安鼓山石窟佛顶旁，又将工匠全部杀死。北齐灭亡，一个工匠的儿子知道高欢陵墓的地址，掘陵取金逃跑。